# 楊朝偉
楊朝偉（1967年5月16日—），中華民國政治人物，中國國民黨籍，現任桃園市議員，曾任桃園縣議員、中國國民黨黃國園黨部副主委等職。

## 家庭背景
1967年5月16日，楊朝偉出生於桃園縣楊梅鎮（今桃園市楊梅區）的眷村，父親為中華民國國軍軍官，其父於1949年中共建政後，參加雲南反共救國軍，直至1954年在蔣中正總統指示下才隨部隊從泰北返台，因父親職業因素，必須隨部隊遷移，楊家三姊弟分別出生在台灣不同縣市，楊家姐姐生在嘉義梅山，楊朝偉生在桃園楊梅，楊家弟弟生在台中后里。
其父在三姊弟成長過程中，考量子女教育離開野戰部隊，轉調至桃園化學兵學校任職，楊朝偉一家舉家搬遷到桃園市大溪區僑愛新村，在眷村長大的楊朝偉因此對國民黨具有認同感，讓他之後選擇披上藍袍參選議員。

## 從政歷程

### 參選議員
楊朝偉的政治生涯是從參選第15屆大溪鎮民代表開始，在他30歲時，又獲中國國民黨提名參選第14屆桃園縣議員（大溪鎮、復興鄉選區），並且首度參選就獲勝。
楊朝偉自第14屆桃園縣議員開始，一共連任包含桃園縣改制桃園市後第1屆在內的5屆議員，直至在桃園市第2屆市議員選舉中，因為選區人口減少造成當選名額縮減，楊朝偉才中斷議員當選的連霸紀錄。不過儘管落選，楊朝偉獲得的選票還是比他上一屆當選時獲得的票數還多出四千六百多票。

### 參選立委
2019年楊朝偉曾登記參與國民黨在桃園市第六選區（八德、大溪、復興、中壢十二里）立法委員初選，惟2019年4月國民黨桃園市黨部宣布經「協調民調」，由立委陳學聖出線。

### 東山再起
2022年，楊朝偉轉換選區代表國民黨投入桃園市八德區的市議員選舉，他在一度不被看好的激烈戰局中，最終開出11,571票的亮麗成績，帶著選區第三高票的殊榮重返桃園市議會，與從龍潭區轉戰中壢區的魏筠成為本次桃園選舉轉換選區還當選候選人。